# Андреев, Константин Михайлович
Константи́н Миха́йлович Андре́ев (28 июля 1971, Аткарск, Саратовская область, СССР) — российский юрист, религиозный и общественный деятель.
Епископ Евангелическо-Лютеранской церкви Аугсбургского исповедания в отставке. Бывший директор российского «Служения лютеранского часа». Являлся консервативным лютеранином. В середине января 2020 года стал ортодоксальным иудеем, приняв имя Йосеф Хаим бен Авраам.
Кандидат юридических наук. Адвокат московской коллегии адвокатов «Защита», сотрудник Московской межрегиональной коллегии адвокатов, бывший адвокат «Славянского правового центра». Руководитель проекта Go Jewish Law.
Член Экспертного совета Комитета Государственной Думы по делам общественных объединений и религиозных организаций, член Попечительского совета уголовно-исполнительной системы РФ.

## Биография
Константин Андреев родился 28 июля 1971 года в Аткарске Саратовской области.
В 1988 году окончил школу № 30 Саратова.
В 1993 году окончил филологический факультет Саратовского государственного университета имени Н. Г. Чернышевского.
С 1995 года сотрудник радиостанции «Радиоцерковь».
В 1998 году окончил библейскую школу церкви «Прославление» Абакана.
В 2003 году экстерном окончил семинарию Церкви Ингрии.
20 июня 2004 года году в приходе Святого Иоанна Богослова Евангелическо-лютеранской церкви Ингрии совместно с настоятелем — пастором А. Я. Резниченко (впоследствии главный редактор РИА Наука — подразделение РИА Новости) Андреев проводил обряд конфирмации и воцерковления историка-медиевиста В. В. Солодовникова.
Был рукоположён в диакона для прихода Святой Троицы Москвы, а в 2005 году епископом Арри Кугаппи рукоположён в сан пастора для прихода Святого Иоанна Москвы.
В 2006 году приходом Святого Михаила Архангела Москвы Евангелическо-лютеранской церкви Аугсбургского исповедания (ЕЛЦ АИ) был направлен на пасторское служение среди консервативных лютеран.
В 2007 году на Генеральном Синоде ЕЛЦ АИ Константин Андреев был избран заместителем Президента Генерального Синода ЕЛЦ АИ и епископским визитатором европейской части России и Урала, а 28 января 2011 года — начальствующим епископом.
В 2011 году Андреев окончил международно-правовой факультет Всероссийской академии внешней торговли по специальности «Юриспруденция» с присвоением квалификации «Юрист со знанием иностранного языка».
С декабря 2013 года — адвокат Московской коллеги адвокатов «Защита» Московской адвокатской палаты.
22—23 ноября 2014 года в Нитре архиепископом Старокатолической церкви в Словакии, митрополитом Августином Бачинским получил восполнение апостольского преемства через повторное рукоположение в диакона и пресвитера и вошёл в капитул каноников Святого Горазда старокатолической провинции Святого Мефодия.
С сентября 2014 года Андреев учился в аспирантуре кафедры конституционного права Юридического факультета имени М. М. Сперанского Российской академии народного хозяйства и государственной службы при Президенте Российской Федерации. 25 мая 2015 года там же под научным руководством доктора юридических наук, профессора О. И. Чепунова защитил диссертацию на соискание учёной степени кандидата юридических наук по теме «Особенности тайны при реализации конституционной свободы вероисповедания (российский и зарубежный опыт)» (специальность 12.00.02 — Конституционное право, конституционный судебный процесс, муниципальное право). Официальные оппоненты — доктор юридических наук, профессор В. В. Гребенников и доктор юридических наук, профессор М. В. Маркгейм. Ведущая организация — Академия права и управления ФСИН России. Положительные отзывы представили: доктор юридических наук, профессор кафедры гражданского и трудового права Юридического института РУДН К. М. Беликова; доктор юридических наук, профессор МГЮУ имени О. Е. Кутафина, председатель судебного состава Арбитражного суда Московской области А. А. Соловьёв; доктор юридических наук, профессор кафедры конституционного и муниципального права юридического факультета МГОУ Л. Т. Чихладзе; кандидат юридических наук, доцент кафедры административного и информационного права МГУСИ Т. А. Загхмут; кандидат юридических наук, заместитель директора по научной работе Юридического института РУДН Р. Д. Гребнев; доктор философских наук, профессор Сретенской духовной семинарии Русской православной церкви М. О. Шахов.
11 января 2015 года главным консекратором архиепископом Августином Бачинским при соконсекраторах епископе Антонине Елынеке и епископе Ханс Йорге Петерсе Андреев был рукоположён в епископы.
В январе 2020 года принял ортодоксальный иудаизм под именем Йосеф Хаим бен Авраам.

## Научные труды

### Монографии
- Пчелинцев А. В., Андреев К. М. Религиозная тайна. — М.: ИД «Юриспруденция», 2014. — 64 с. ISBN 978-5-9516-0655-6
- Андреев К. М. Право на религиозную тайну в Российской Федерации (вопросы теории и практики). — М.: Юриспруденция, 2014. — 184 с.
- Андреев К. М. Понятие и особенности религиозной тайны в рамках реализации конституционной свободы вероисповедания. — М.: Юриспруденция, 2015. — 232 с.

### Статьи
- Андреев К. М. Конституционно-правовая охрана религиозной тайны: зарубежный опыт правового регулирования и зарубежная судебная практика // Право и образование. — 2014. — № 6. — С. 94-107.
- Андреев К. М. Гарантии охраны религиозной тайны и пределы такой охраны: конституционно-правовой взгляд // Право и образование. — 2014. — № 7. — С. 150¬159.
- Андреев К. М. Правомерные причины и условия разглашения информации, защищаемой как религиозная тайна с точки зрения конституционного права // Право и образование. — 2014. — № 11. — С. 170—174.
- Андреев К. М. Конституционно-правовое значение гарантий охраны и защиты религиозной тайны в комплексе гарантий конституционной свободы вероисповедания // Вестник Российского университета дружбы народов. Серия «Юридические науки». — 2014. — № 3. — С. 57-63.
- Андреев К. М. Модель ювенальной юстиции в РФ как угроза нарушения религиозной тайны // Юридическое религиоведение. — 2013. — № 1. — С. 7-12.
- Андреев К. М. Влияние международного права на практику проведения публичных богослужений в РФ (К вопросу проведения богослужений за пределами отведенного для религиозных целей пространства) // Религия и право. — 2013. — № 3 (66). — С. 22-26.
- Андреев К. М. Трансформации института тайной (частной) исповеди во внутренних установлениях религиозных организаций // Религия и право. — 2014. — № 3 (70). — С. 12-16.
- Андреев К. М. Вопросы реализации свободы совести, права на религиозную тайну в свете изменений в семейном и ювенальном законодательстве в РФ // Материалы науч.-практич. конф. «Секуляризм и религиозная свобода — противостояние или партнерство» (13.12.2012, Москва, Институт Европы РАН). — М.: Институт Европы РАН. — М., 2013. — С. 11-18.
- Андреев К. М. Пределы охраны конституционного права на свободу вероисповедания и её составного элемента — «религиозной тайны» // Конституционное и муниципальное право. — 2014. — № 9. — С. 37-41.
- Андреев К. М. Законность ограничения права на свободу совести, религиозную тайну // Материалы науч.-практич. конференции «Сохранение религиозных ценностей и трансформация российского социума: поиск конструктивных взаимоотношений общества и религиозных объединений» (19.11.2013, Москва, Институт Европы РАН). — М.: Институт Европы РАН, 2014. — С. 3-18.
- Андреев К. М. Трансформации института тайной (частной) исповеди во внутренних установлениях религиозных организаций // Религия и право. — 2014. — № 3 (70). — С. 12-16.
- Андреев К. М. Нормативная природа, понятие и виды религиозной тайны с точки зрения конституционного права // Нравственные императивы в праве. — 2014. — № 2. — С. 65-77